# 12368 Mutsaers
12368 Mutsaers (1994 CM11) là một tiểu hành tinh vành đai chính được phát hiện ngày 7 tháng 2 năm 1994 bởi E. W. Elst ở Đài thiên văn Nam Âu.